# 桑怒

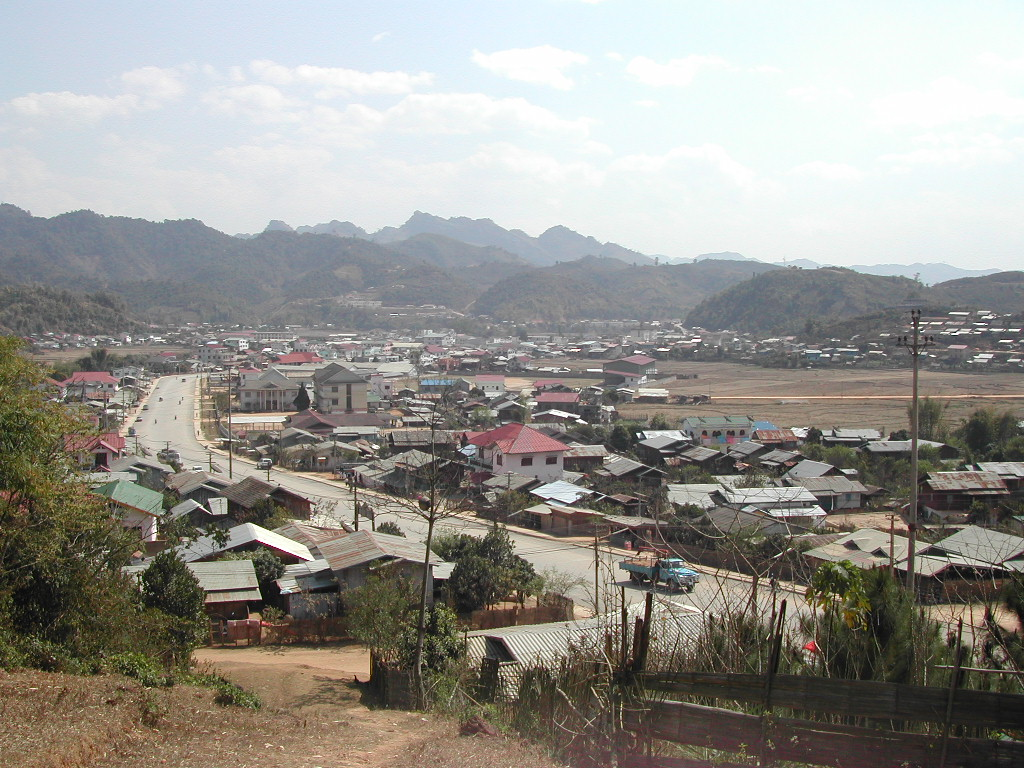

桑怒是老撾的城市，也是華潘省的首府，位於該國東北部，毗鄰與越南接壤的邊境，海拔高度1,200米，市內的獨立紀念碑豎立於1979年，2010年人口40,168。